# Can Matllo (Caldes de Malavella)
Can Matllo és una masia situada als afores del nucli urbà de Caldes de Malavella (Selva) inclosa en l'Inventari del Patrimoni Arquitectònic de Catalunya. S'hi arriba des d'un trencall que surt de la urbanització Llac del Cigne.

## Descripció
És un edifici de planta baixa, pis i golfes, amb la teulada a dues vessants orientades als laterals. La porta d'entrada principal, és d'arc de mig punt, format per grans dovelles. Els murs són de pedra, igual que la cadena cantonera però aquí la pedra està treballada en carreus. Destaquen les obertures del pis, d'estil renaixentista. Són finestres amb arc conopial cec, i guardapols amb les impostes decorades, la central amb puttis, la de la dreta amb petxines, i la de l'esquerra amb un capitell petit decorat amb elements vegetals. A la finestra de les golfes hi ha una llinda amb la data 1570. De la façana en destaca un rellotge de sol, i la reixa de forja (probablement de l'edifici originari) que protegeix una finestra de la planta baixa. Al costat de l'edifici trobem construccions on guardar la maquinària agrícola. No ha sofert reformes importants.